# Графічний дизайн

Піктограми US National Park Service

Графічний дизайн — це галузь професійної діяльності та навчальна дисципліна, яка займається створенням візуальних комунікацій для передачі повідомлень певним соціальним групам з конкретною метою. На відміну від мистецтва, яке орієнтоване на споглядання, графічний дизайн дотримується принципу «форма слідує за функцією».
Графічний дизайн можна вважати міждисциплінарною галуззю, яка базується на аналізі проблем та цілей для прийняття рішень через використання креативності, інновацій та нестандартного мислення. Це дозволяє створювати ефективні візуальні комунікації. Цей напрямок також відомий як дизайн візуальної комунікації, візуальний або редакційний дизайн.
У комунікаційному процесі графічний дизайнер виступає кодером або інтерпретатором повідомлень, займаючись їхньою інтерпретацією, структуризацією та візуалізацією. Діяльність дизайнера може відбуватися на замовлення клієнта або на основі запиту ринку, де графічний дизайн перетворює текстову інформацію на графічне представлення. Як галузь, графічний дизайн включає різноманітні сфери знань, що застосовуються у всіх системах візуальної комунікації, наприклад, у рекламі, авіаційному дизайні або дослідженні космосу.
У деяких країнах графічний дизайн часто асоціюють лише з ескізами та малюнками, однак це неправильно, адже візуальна комунікація становить лише невелику частину широкого спектру можливостей цієї дисципліни. Через швидкий розвиток технологій та масове зростання інформаційного обміну попит на досвідчених дизайнерів зростає, оскільки необхідно враховувати людський фактор, який часто залишається поза увагою інженерів, що розробляють ці технології.

## Застосування терміна
Графічний дизайн як дисципліну можна віднести до числа художніх та професійних дисциплін, що фокусуються на візуальній комунікації та уяві. Для створення і комбінування символів, зображень або слів використовуються різноманітні методики з метою сформувати візуальний образ ідей і послань. Графічний дизайнер може користуватися друкарським оформленням, образотворчими мистецтвами і техніками друкування сторінок для виробництва кінцевого результату. Графічний дизайн як термін часто застосовують при позначенні самого процесу дизайну, за допомогою якого створюється комунікація, так і при позначенні продукції (результатів), яка була отримана після закінчення роботи.

## Історія

### Початок епохи книгодрукування
Найпершою з відомих нам надрукованих книг є буддійська священна книга. Книга надрукована на тканині за допомогою розпиляних дерев'яних блоків у 868 році за часів правління китайської династії Тан (618—906). На початку XI ст. за допомогою друкувальних пристроїв створювалися довгі сувої та книги, що робило їх широко доступними під час династії Сун (960—1279). Але справжнім початком ери друкарства пов'язано з винаходом друкарського верстата в середині 1440-х років Іоганном Гутенбергом.

### Світові школи графічного дизайну
Американська та європейська (кін. XIX — поч. XX ст.) періодів Вікторіанської епохи, модерну та ар-деко, німецька школа дизайну, російський конструктивізм (1920-ті роки), американська рекламна графіка (1930-1950-ті роки), швейцарська школа графіки (1950-1970-ті роки), польська школа плакату (1950-1970-ті роки), японська школа плакату (1960-1980-ті роки). До провідних національних шкіл графічного дизайну відносяться також англійська, голландська, французька, фінська.

## Розділи
Графічний дизайн можна класифікувати за категоріями вирішуваних завдань:
- Типографія, каліграфія, шрифти, книжкове оформлення;
- Фірмовий стиль (корпоративний стиль), у тому числі фірмові знаки, логотипи, брендбуки;
- Візуальні комунікації, в тому числі системи орієнтації (навігаційні та інші піктограми);

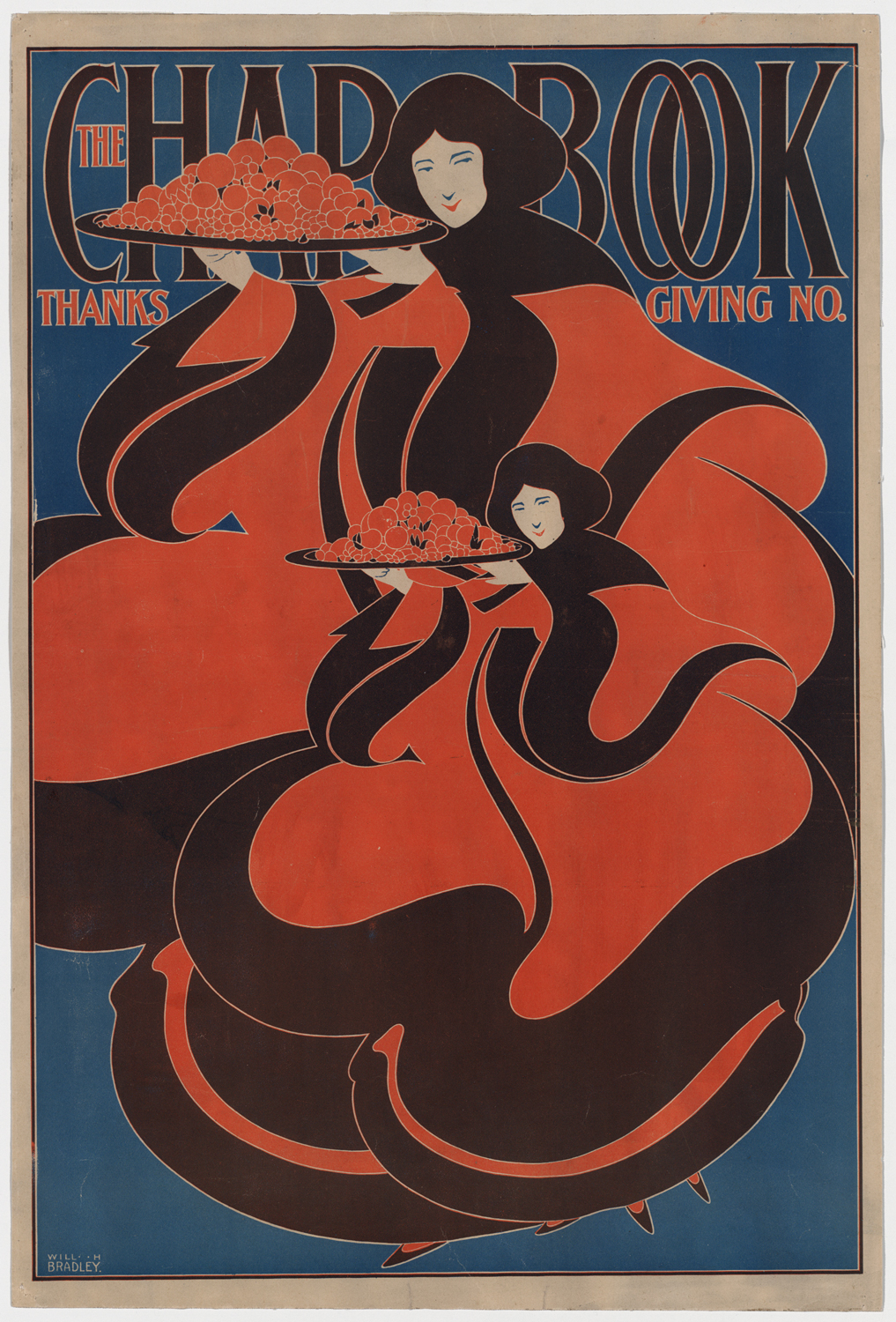
Обкладинка випуску The Chap-Book на День подяки 1895 року, розроблена Уіллом Х. Бредлі

- Обкладинка випуску The Chap-Book на День подяки 1895 року, розроблена Уіллом Х. БредліПлакатна продукція, в тому числі рекламні плакати;
- Візуальні рішення для упаковок продукції, в тому числі кондитерської і харчової;
- Завдання вебдизайну;
- Візуальний стиль телевізійних передач та інших продуктів ЗМІ.

Графічний дизайн стає все більш популярною професією, об'єднуючи в роботі зі складним, багаторівневим предметом візуальної реальності принципів і методів різних фахових дисциплін. Крім візуального образу, тексту, простору, графічний дизайн освоює такі реальності, як рух, час, інтерактивність, і оперує все більш різноманітними засобами економічних, маркетингових та культурних комунікацій.
Професійне комп'ютерне програмне забезпечення:
- Для роботи з растровими зображеннями: Adobe Photoshop
- Для роботи з векторними зображеннями: Adobe Illustrator, Corel Draw.
- Для верстки текстів: Adobe InDesign і QuarkXPress

## Основні продукти графічного дизайну
Загальноприйняте використання графічного дизайну стосується верстки багатосторінкових видань (брошури, журнали, книги), створення рекламної продукції, упаковки і вебдизайну тощо. Твори графічного дизайну містять багато елементів та візуальних засобів. Наприклад, в дизайні упаковки для товару використовують наступні: логотип, ілюстрація, організований текст, форми та колір, що сприяють єдиному сприйняттю картинки.
- книжкові макети та ілюстрації;
- рекламні та інформаційні плакати;
- графічне рішення листівок та поштових марок;
- оформлення платівок та DVD дисків;
- корпоративний стиль компанії і його основний елемент — логотип;
- буклети, брошури, календарі та інша рекламна поліграфічна продукція;
- упаковки, етикетки, обкладинки;
- сувенірна продукція;
- UI UX дизайн (вебсайти та мобільні додатки).